# Voi Voi
«Voi Voi» —supuesta expresión sami que significa «Hey Hey»— es una canción compuesta por Georg Elgaaen e interpretada en noruego por Nora Brockstedt. Fue elegida para representar a Noruega en el Festival de la Canción de Eurovisión tras ganar el Melodi Grand Prix en 1960.
Tras la muerte de Georg Elgaaen en 2005, los derechos de autor de la canción fueron a la Asociación Humanista Noruega, de la que él era miembro.

## Festival de Eurovisión

### Melodi Grand Prix 1960
Esta canción participó en el Melodi Grand Prix, celebrado en dos ocasiones ese año —la semifinal en el 2 de febrero y la final, presentada por Erik Diesen y Odd Gythe, el 20 de febrero—. La canción fue interpretada en noveno lugar el día de la semifinal por Inger Jacobsen, precedida por Jacobsen con «Ny smart hatt» y seguida por Jens Book-Jenssen con «En bukett anemoner». Finalmente, quedó en primer puesto puesto de 11, con 43 puntos y pasando así a la final.
El día de la final, la canción fue interpretada en sexto lugar (último) por Nora Brockstedt, precedida por Per Müller con «Frøken Alfabet» y declarándose ganadora con 94 puntos.

### Festival de la Canción de Eurovisión 1960
Esta canción fue la representación noruega en el Festival de Eurovisión 1960, siendo así el debut de Noruega en el Festival de Eurovisión y también la primera vez en la cual se usaron los idiomas noruego y sami. La orquesta fue dirigida por Øivind Bergh.
La canción fue interpretada sexta en la noche del 29 de marzo de 1960 por Nora Brockstedt, seguida por Austria con Harry Winter interpretando «Du hast mich so fasziniert» y precedida por Bélgica con Fud Leclerc interpretando «Mon amour pour toi». Al final de las votaciones, la canción había recibido 11 puntos, quedando en 4.º puesto de un total de 13.
Fue sucedida como representación noruega en el Festival de 1961 por ella misma, esta vez con «Sommer i Palma».

## Letra
La canción es del estilo chanson, popular en los primeros años del Festival de Eurovisión. Brockstedt empieza diciéndole a los oyentes que una vez escuchó la canción de una chica sami en el norte del país, antes de repetir la letra de la canción en pregunta. Esta «canción dentro de una canción» es una balada de amor de la chica hacia su amante, diciéndole cuánto espera pasar tiempo con él el sábado.